# 长靴猫环游世界80天
《长靴猫环游世界80天》是一款由东映动画公司发行的平台游戏。游戏根据动画电影《长靴猫系列》第三部《長靴貓環遊世界八十天》和儒勒·凡尔纳小说《環遊世界八十天》改编。本游戏于1986年11月21日在日本地区FC游戏机发行。

但要避免遇见或消除这种挡路的，猫一样的敌人

玩家控制着长靴猫佩洛，需要击败旅途中的敌人。玩家会走过世界多个地区，包括英格兰、大西洋、阿拉伯、香港、太平洋、阿拉斯加、北极点和大本钟。